# Crémieu
Crémieu je naselje in občina v vzhodnem francoskem departmaju Isère regije Rona-Alpe. Leta 2012 je naselje imelo 3.334 prebivalcev.

## Geografija
Kraj leži v pokrajini Daufineji 36 km vzhodno od Lyona.

## Uprava
Crémieu je sedež istoimenskega kantona, v katerega so poleg njegove vključene še občine Annoisin-Chatelans, La Balme-les-Grottes, Chamagnieu, Chozeau, Dizimieu, Frontonas, Hières-sur-Amby, Leyrieu, Moras, Optevoz, Panossas, Parmilieu, Saint-Baudille-de-la-Tour, Saint-Hilaire-de-Brens, Saint-Romain-de-Jalionas, Siccieu-Saint-Julien-et-Carisieu, Soleymieu, Tignieu-Jameyzieu, Trept, Vénérieu, Vernas, Vertrieu, Veyssilieu in Villemoirieu z 32.396 prebivalci.
Kanton Crémieu je sestavni del okrožja La Tour-du-Pin.

## Zanimivosti
- ohranjeno srednjeveško jedro naselja z obzidjem,
- srednjeveški grad Château Delphinal,
- ruševine priorstva na hribu Saint-Hippolyte,
- utrjena cerkev sv. Janeza Krstnika, nekdanja avguštinska kapela,
- mestna vrata Porte de Lyon, Porte François 1er.